# Кучково
Кучково (мкд. Кучково) је насеље у Северној Македонији, у северном делу државе. Кучково припада градској општини Ђорче Петров града Скопља. Насеље је северозападно предграђе главног града.

## Географија
Кучково је смештено у северном делу Северне Македоније. Од најближег већег града, Скопља, насеље је удаљено 15 km западно.
Насеље Кучково се налази у историјској области Скопско поље. Село је положено на првим висовима западно од Скопске котлине, која је равничарско подручје. Ка западу се издиже планина Ветерник. Надморска висина насеља је приближно 570 метара.
Месна клима је континентална са утицајем Егејског мора (жарка лета).

## Историја
У месту је радила српска народна школа 1874-1877. године. Као и другде затворили су је бугарски егзархисти. Међутим већ 188. године она је поново отворена. Месној православној цркви је у међуратном периоду поклонио звоно краљ Александар Карађорђевић. Исто је изливено у фирми "Ливница звона" инжињера Предрага Јовановића у Новом Саду.

## Становништво
Кучково је према последњем попису из 2002. године имало 461 становника.
Претежно становништво у насељу су етнички Македонци (88%). Остало су махом Цигани (11%).
Већинска вероисповест је православље.